# نیکلای دورف
نیکلای دوروف (به روسی: Никола́й Вале́рьевич Ду́ров) (متولد ۲۱ نوامبر ۱۹۸۰) ریاضی‌دان و برنامه‌نویس زادهٔ اتحاد جماهیر شوروی است. او برنامه‌نویس و از هم‌بنیان‌گذاران تلگرام است. نیکلای دوروف برادر بزرگتر پاول دوروف مدیرعامل تلگرام است. از فعالیت‌های مشترک این دو برادر می‌توان به راه اندازی شبکه اجتماعی بسیار محبوب روسی با نام وی‌کی اشاره کرد.
نیکولای پسر والری دوروف، دکترای علوم فیلولوژیکی و استاد فیلولوژی در دانشگاه ایالتی سن پترزبورگ است. او در سه سالگی می‌توانست مانند بزرگسالان بخواند و تا هشت سالگی معادلات مکعبی (درجه ۳) را حل می‌کرد.
در دوران تحصیل، نیکلای دوروف برندهٔ ۳ مدال طلا در المپیاد جهانی ریاضی، ۳ مدال نقره و یک مدال طلا در المپیاد جهانی کامپیوترو دو بار برندهٔ مسابقه بین‌المللی برنامه‌نویسی دانش‌جویی شده است. او اولین دکترای خود را در سال ۲۰۰۵ با پایان‌نامه خود «رویکردی جدید به هندسه آراکلوف» از دانشگاه ایالتی سن پترزبورگ دریافت کرد. او با ادامه تحصیل در دانشگاه بن، در سال ۲۰۰۷ دومین دکترای خود را زیر نظر گرد فالتینگز با پایان‌نامه خود در مورد هندسه آراکلو مفرد اخذ کرد.
او سمت پژوهشگر ارشد آزمایشگاه جبر و نظریه اعداد در دپارتمان سنت پترزبورگ مؤسسه ریاضیات استکلوف آکادمی علوم روسیه را دارد. دوروف تا سال ۲۰۱۳ به عنوان توسعه دهنده اصلی تیم VK کار کرد او به همراه برادرش پاول، سرویس پیام‌رسان فوری تلگرام را تأسیس کرد و پروتکل MTProto را برای تلگرام در سال ۲۰۱۳ توسعه داد. اعتقاد بر این است که دوروف نویسنده وایت پیپر اصلی TON (شبکه باز تلگرام) است.